# 天主教哈尔伯施塔特教区

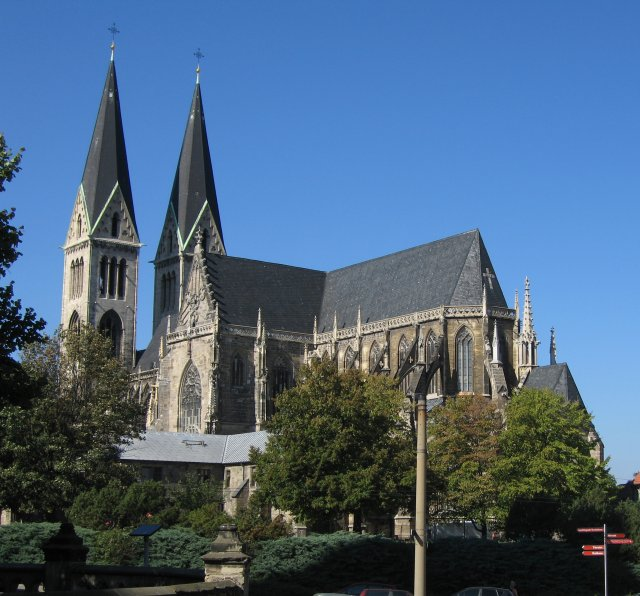
修建於1236年至1491年的哈尔伯施塔特主教座堂

哈爾伯施塔特教區（德語：Bistum Halberstadt）是804年至1648年間存在在德國的一個羅馬天主教教區。從1180年開始，哈爾伯施塔特的主教或行政人員管轄神聖羅馬帝國內的一個邦國，即哈爾伯施塔特采邑主教區（德語：Hochstift Halberstadt）。 教區所在地和世俗首都是今薩克森-安哈特州的哈爾伯施塔特。